# Palais de Linares
Pour le groupe de rock indépendant, voir El Palacio de Linares.
Le palais de Linares (en espagnol : Palacio de Linares), est un édifice situé à Madrid, en Espagne. Il abrite la Maison de l'Amérique.

## Situation
Il est situé dans l'arrondissement de Salamanca, dans l'angle nord-est de la place de Cybèle, sur laquelle s'ouvre l'entrée principale, entre le cours des Récollets et la rue d'Alcalá.

## Histoire

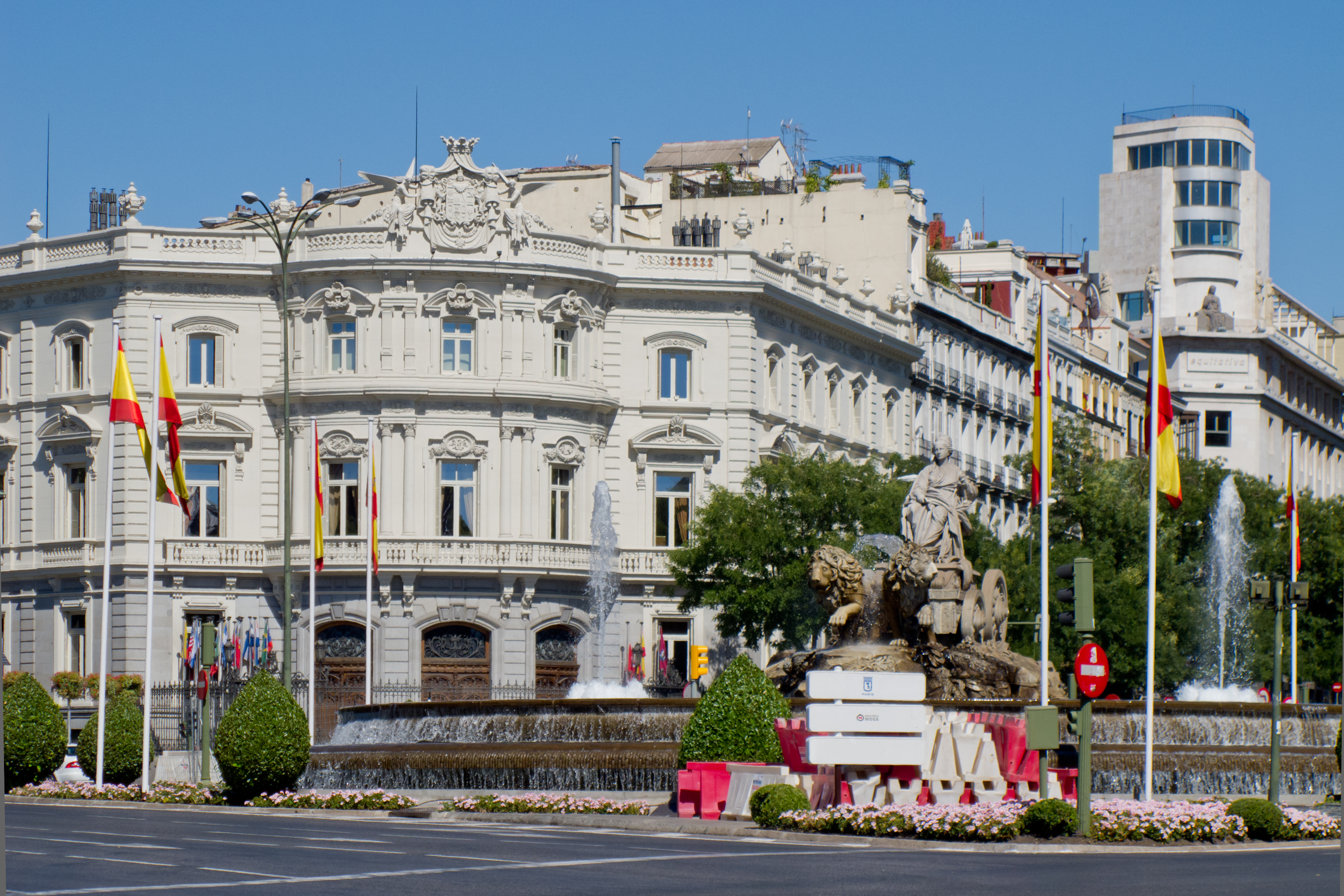
La place de Cybèle avec le palais de Linares à l'arrière-plan.

En 1873, Amédée de Savoie remercie le banquier madrilène José de Murga de son soutien financier en lui accordant le titre de marquis de Linares. Ce dernier s'empresse de célébrer son entrée dans la noblesse en faisant construire une demeure au luxe le plus extravagant jamais vue dans la capitale espagnole. Partout à l'intérieur, dorures, marqueteries, dallages de marbre, lustres étincelants, fresques allégoriques et nymphes dévêtues composent un exubérant décor rococo. Les pièces les plus remarquables, la salle à manger de gala, la salle de bal, le salon China et la chapelle de style byzantin, sont au premier étage. Le jardin renferme le pavillon romantique aussi appelé « Casa de Muneca ». La fortune de la famille décline après la mort du marquis en 1902, et le palais, endommagé pendant la guerre civile, est sur le point d'être démoli quand il est classé monument historique en 1976. Il échappe à la destruction mais demeure à l'abandon pendant de longues années.
En 1992, dans le cadre des célébrations du cinquième centenaire de la découverte de l'Amérique, le palais restauré devient le siège de la Maison de l'Amérique, une association culturelle qui s'efforce de promouvoir l'art, le cinéma et la littérature latino-américains.